# Liste de gares en Roumanie
La liste de gares en Roumanie, est une liste non exhaustive de gares ferroviaires du réseau des chemins de fer en Roumanie.

## Liste par ordre alphabétique

### A
- Gare d'Agnita

### B
- Gare de Băneasa
- Gare de Basarab
- Gare de Bicaz
- Gare de Bucarest Nord

### C
- Gare de Cluj-Napoca.

### G
- Gare de Galati.

### I
- Gare de Iași

### S
- Gare de Satu Mare.
- Gare de Sighetu Marmației.

### T
- Gare de Timișoara-Est
- Gare de Timișoara-Sud
- Gare Titan Sud